# Hui Zhang

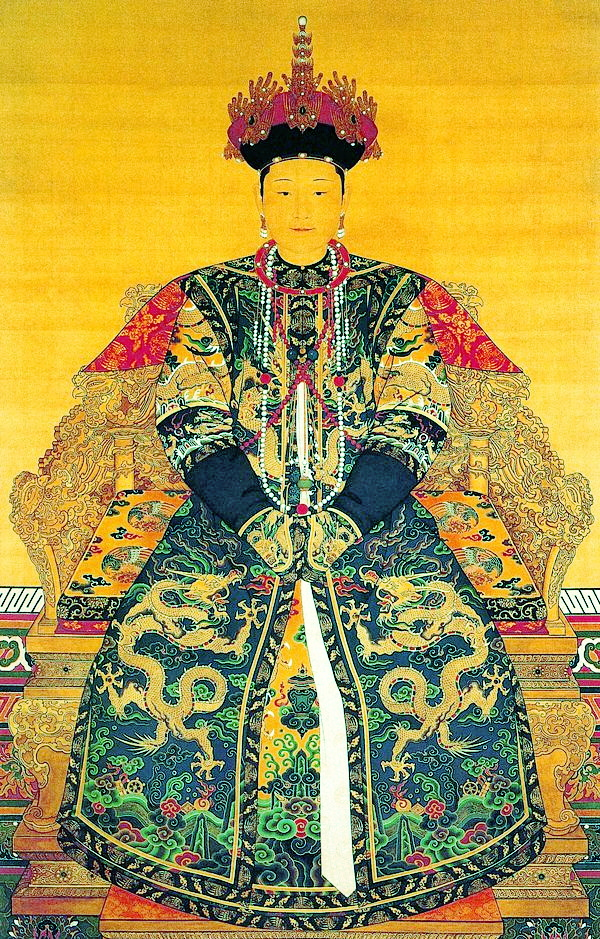
Hui Zhang

Hui Zhang, eller Xiao Hui Zhang, född 1641, död 1717, var en kinesisk kejsarinna, gift med kejsar Shunzhi. Hon var Kinas kejsarinna 1654-1661. 
Xiao Hui Zhang var från den mongoliska Borjigitklanen och blev konkubin åt Shunzhi. 
Då Shunzhis första kejsarinna avsattes 1653 utsågs hon till Gemål, och året efter, 1654, fick hon titeln kejsarinna. 
När Kangxi blev kejsare 1661, fick hon titeln änkekejsarinna, vilket var en självständig titel som inte alltid gavs till kejsarens änka, även om hon varit kejsarinna. Hon var änkekejsarinna 1661-1717. 